# Леонор де Бурбон
Леонор де Бурбон и Ортис (на испански: Leonor de Borbón y Ortiz) е принцеса на Астурия и първа по линия на унаследяване на испанския престол, като първородно дете на настоящия крал на Испания Фелипе VI и неговата съпруга Летисия Ортис.
В допълнение с титлата Принцеса на Астурия, Леонор притежава и други титли, традиционно връчвани на наследника на испанския престол. Леонор е и почетен президент на фондациите „Принцеса на Астурия“ и „Принцеса на Жирона”.

## Биография

### Раждане
Родена е в 1:54 ч. на 31 октомври 2005 г. в Международната болница „Рубер“, в Мадрид, с тегло 3,540 кг и дължина 47 см., като първородно дете на тогавашния принц на Астурия Фелипе де Бурбон и Гърция и съпругата му Летисия Ортис Рокасолано, и седма внучка на крал Хуан Карлос I и кралица София. Принц Фелипе заявява, че бебето ще се казва Леонор „защото има много исторически връзки и ни харесва“.

### Кръщение
Тя е кръстена в християнската вяра на 14 януари 2006 г. на церемония в двореца Сарсуела. Ритуалът е изпълнен от мадридския архиепископ, а присъстващите са малко над осемдесет души. Използван е римски кръщен шрифт, използван в кръщенията на испански князе и кърмачета от XVII в., който първоначално е използван от Свети Доминик, както и вода от река Йордан. Нейни кръстници са баба ѝ и дядо ѝ, кралете на Испания. Бебето получава името Леонор де Тодос лос Сантос.